# Daegeum
Il daegeum (대금?, 大笒?)  è uno strumento a fiato, simile a un flauto traverso, della musica tradizionale coreana. Esso è il flauto più grande del trio di fiati samjuk (삼죽?, 三竹?; letteralmente "tre strumenti di bambù"), che comprende al suo interno anche il junggeum (중금?, 中笒?), di media grandezza, e il sogeum (소금?, 小笒?), che è il flauto più piccolo tra i tre.

## Storia

### Origini
Le origini del daegeum si possono ricondurre, grazie a ritrovamenti archeologici, al regno di Goguryeo (37a.C.-668), regione nella quale giungevano le influenze musicali delle vicine realtà centro-asiatiche. I reperti testimoniano che durante il regno di Goguryeo, uno strumento simile al daegeum, lo hoengjeok, veniva suonato. Le prime testimonianze storiche scritte inerenti al daegeum appaiono più tardi, nel Samguk sagi (Cronache dei Tre Regni, 1445). Lo hoengjeok, quindi, può essere considerato un lascito ereditario da parte della cultura musicale del regno di Goguryeo a quello di Silla.

#### Folklore
Il folklore fa risalire la nascita del daegeum all’epoca di Silla Unificato (668-935), durante il regno di re Sinmun (681–692). Secondo la leggenda, nel 681 il re fece costruire un tempio vicino al Mare dell’Est dedicandolo al suo predecessore, re Munmu (661-681). L’anno successivo, una misteriosa montagna apparve ed iniziò a navigare verso il tempio. La montagna era a forma di testa di tartaruga e sulla cima era colma di bambù. Re Sinmun, allarmato da questo fenomeno insolito, diede l’ordine ai suoi seguaci di scoprire cosa stesse accadendo. Tra i suoi fedeli vi era Park Suk Jung, il quale era capace di predire i fenomeni atmosferici ed il futuro. Egli predisse che sulla montagna risiedeva un drago che rappresentava la reincarnazione del defunto re Munmu e che risiedeva nel Mare dell’Est per proteggere il regno. Inoltre pronosticò che se fossero andati in visita alla montagna, avrebbero ricevuto un dono da parte del drago per proteggere Silla. Re Sinmun mandò senza indugio un suo fedele a cercarlo. Egli non trovò alcun regalo, tuttavia assisté ad un fenomeno insolito: vide il bambù in cima alla montagna mutare forma, riducendosi ad un solo ramo nella notte per poi sdoppiarsi durante il giorno. Ma il mattino seguente, la terra tremò, una forte pioggia si rovesciò sul regno e l’oscurità cadde per una settimana. Così re Sinmun pianificò di recarsi egli stesso in visita al drago. Una volta giunto alla montagna, la reincarnazione del defunto re finalmente apparve. Il drago porse a re Sinmun del bambù proveniente dalla cima della montagna, con il quale gli disse di crearci uno strumento musicale e suonarlo, al fine di portare pace nel regno: lo strumento avrebbe acquisito il suono prodotto dal bambù nel momento in cui si riuniva durante la notte, simile ad un applauso, il quale era una melodia di buona sorte che il re avrebbe dovuto sfruttare per governare il regno. Re Sinmun tornò alla sua residenza e ordinò di costruire uno strumento musicale utilizzando il bambù donato dal drago. Non appena il bambù fu tagliato, sia la montagna sia il drago scomparvero. Dal bambù, gli artigiani crearono un flauto divino e grazie alla sua musica celestiale, il regno conobbe pace e serenità: i nemici si ritirarono dal regno, ogni malattia fu curata, ad ogni siccità seguiva una forte pioggia e quando vi era un'alluvione la pioggia si fermava, il vento minaccioso diventava una gentile brezza e le grandi onde sparivano nel mare.
Per tutti i benefici che questo strumento portò al regno, gli fu dato il nome di Manpasikjeok (만파식적?), con il significato di "uno strumento che doma diecimila preoccupazioni". Il flauto diventò così uno strumento assai rinomato e la sua prestigiosità continua ai giorni nostri.

### Il daegeum nel XXI secolo
Il daegeum si suona nella musica di corte, aristocratica, e folk, così come nella musica contemporanea classica, nella musica popolare e nelle colonne sonore di alcuni film. Con più di mille anni di storia, esso è ancora considerato come uno degli strumenti più rappresentativi della cultura coreana, ciò nonostante non è particolarmente popolare data la complessità nell'impararlo e la complessità nell'ottenere i materiali necessari alla sua manifattura. Alcuni maestri nell’arte del daegeum testimoniano gli ostacoli riscontrati nell’insegnamento di questo strumento. Tra questi, il maestro Im ha affermato che “Il daegeum non è facile da usare, ed è questo che rende lo strumento affascinante” e poi aggiunge che  “il più grande sentimento, ricco di valore e gioia, si prova quando giovani studenti che hanno acquisito l’arte del daegeum, continuano a portare avanti la sua eredità.” Ad esempio, Choi Woo-Suk, oggi importante maestro nell’arte del daegeum, dichiara di essere cresciuto ascoltando suonare suo padre. All'inizio del 2021 ha raggiunto un nuovo obiettivo: suonare per 40 minuti un pezzo musicale, almeno sei volte al giorno. Un record, considerando la fatica nel suonare questo strumento.
Storicamente nell'Akhak Gwebeom (Manuale di Musicologia) è indicato il bambù giallo come materiale per la fabbricazione del daegeum. Tuttavia secondo il maestro e artigiano Lee Jung-dae (nome d’arte “Seoljuk”) il bambù a doppia scanalatura è ultimamente considerato un materiale migliore, nonostante la sua rarità nel trovarlo: uno su 10,000 germogli di bambù. Il tutto è reso più complesso dalla riduzione della domanda, rendendolo ulteriormente difficile da reperire.
Il bambù a doppia scanalatura usato oggi, chiamato anche “ssanggoljuk”, è più adatto per produrre un foro dal diametro regolare perché è molto spesso al suo interno. Altri tipi di bambù dal diametro interno irregolare, rendono il suono spiacevole. Il processo di trattamento del bambù è poi lungo e complesso. Lee Jung-dae dichiara che, al giorno d’oggi, riesce a produrre circa 20-30 daegeum all’anno, a seconda anche della richiesta variabile di anno in anno.
Oggigiorno il daegeum è impiegato anche nella musica fusion, in cui i suoni caratteristici della musica tradizionale coreana si mescolano a quelli della musica occidentale. Tale commistione risulta però incompatibile per alcuni esperti, come Lee Jung-dae, perché la musica coreana si basa sull'improvvisazione e la flessibilità, mentre la musica occidentale è caratterizzata dall'utilizzo e dal ripetersi di armonie e ritmi precisi che seguono determinate regole, lungo il pentagramma.

## Struttura
Il daegeum è costituito da un unico blocco in legno di bambù lungo circa 75–80 cm. Per comprenderne meglio la struttura si possono utilizzare i termini usati per descrivere il flauto traverso, tenendo però sempre presente che sono due strumenti diversi. 

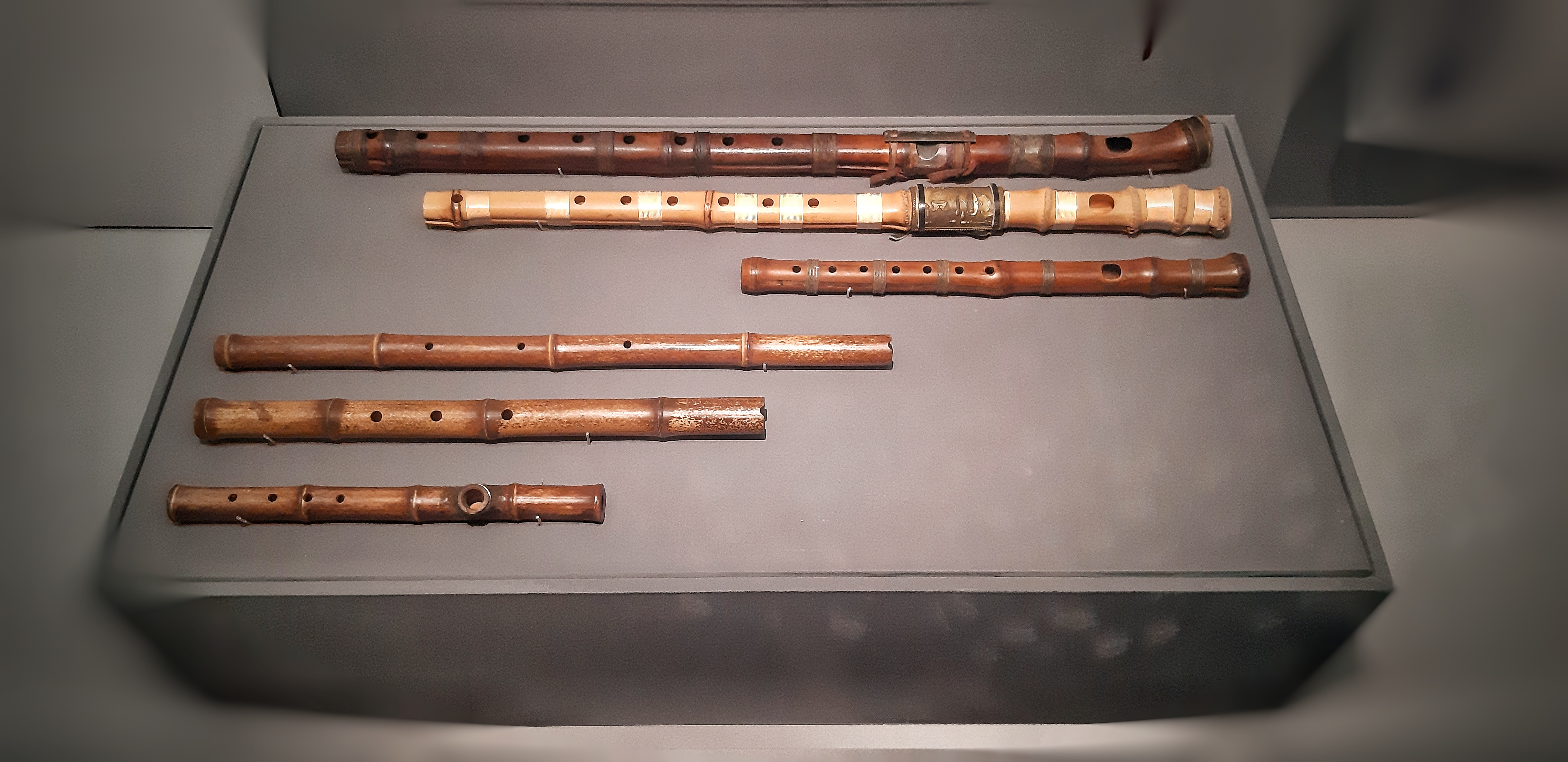
Daegeum (primo flauto a partire dall'alto) conservato al Museo Gugak di Seul. Osservando l'immagine si possono notare il chwigu, il foro cheonggong e la membrana cheonggarigae che lo ricopre. I sei fori della parte centrale jigong e infine i due fori della parte terminale chilsunggong.

La testata è composta da due parti visibili:
- L'imboccatura chwigu (취구?) presenta il foro di insufflazione, attraverso cui il flautista suona lo strumento appoggiandovi le labbra.
- Il cheonggong (청공?) è un altro foro, caratteristico dello strumento, su cui è appoggiata una membrana traslucida detta cheong (청?) o galdae cheong (갈대 청?). Essa è ricavata da un tipo di canna perenne che cresce nelle paludi o lungo i fiumi coreani. Quando lo strumento viene suonato la membrana vibra, producendo il timbro unico del daegeum; la vibrazione diviene ancora più particolare nel raggiungere il registro più alto, conosciuto come yeokchwi (역취?). Data la fragilità della membrana che può facilmente rovinarsi compromettendo il suono dello strumento, il cheonggong viene coperto da una protezione chiamata cheonggarigae (청가리개?). Di forma semicilindrica, essa presenta delle fessure o dei fori dove vengono fatti passare due nastri che servono per ancorarla alla testata. La cheonggarigae è solitamente fatta di ottone, ma se ne possono trovare di più preziose, in oro o argento. Ha infine una caratteristica decorazione cesellata.

La presenza del cheonggong anche nel daegeum di giada di Silla (신라 옥대금?), fa presuppore che il cheonggong esista sin da questo periodo.
ll corpo centrale è costituito da sei fori chiamati jigong (지공?). La prima metà viene chiusa rispettivamente da indice, medio ed anulare della mano sinistra; la seconda da indice, medio ed anulare della mano destra.
La parte terminale dello strumento presenta 1 o 2 fori, a seconda della tipologia, chiamati chilsunggong (칠성공?) che servono per regolare il flusso d'aria e per produrre un suono uniforme.

### Tipologie di daegeum e impiego
Nella musica tradizionale coreana si distinguono due tipologie di daegeum: il jeongak daegeum e il sanjo daegeum. Il primo è impiegato nella musica di corte o pungnyu, è leggermente più grande e ha un suono più profondo del secondo, che è invece utilizzato nella musica folk.
Con l'espressione daegeum sanjo (대금 산조), al contrario, si fa specificamente riferimento al genere musicale. Si tratta di un genere folk per daegeum solo, il quale pur essendo lo strumento principale, è spesso accompagnato dal janggo - tamburo a forma di clessidra, che determina il ritmo passando da una cadenza lenta ad una veloce.
La nascita del daegeum sanjo risale all’inizio del XX secolo, grazie a Park Jong-gi. Lo stile è stato tramandato fino ad oggi mantenendo le sue caratteristiche uniche intatte, tanto da essere considerato un Patrimonio Culturale Intangibile della Corea sin dal 16 Marzo del 1971. L'esecuzione è basata su una progressione che mira ad aggiungere ritmo e abbellimenti alla melodia principale, suscitando tensione e gioia.
Con daegeum jeongak, d'altra parte, si fa riferimento alla musica di corte per il daegeum. La musica di corte coreana è a sua volta suddivisa in sottogeneri in base allo scopo di utilizzo. Ad esempio nel jeryeak (coreano: 제례악, letteralmente "musica rituale"), il daegeum è impiegato insieme a strumenti a percussione come il pyeonjong, il pyeongyeong e il banghyang.

### Manifattura
La costruzione del daegeum è complessa e non richiede solamente la conoscenza della sua struttura, bensì richiede anche che l’artigiano sia in grado di suonarlo e di comprenderne il suono e il timbro specifico che lo caratterizzano.
Inizialmente, non vi era una norma di base che dettava i vari passaggi della manifattura del daegeum. Le uniche informazioni sono state ritrovate in un manuale, l'Akhak Gwebeom  (hangul: 악학궤범, hanja: 樂學軌範; letteralmente "Canone Musicale") risalente alla dinastia Joseon (1392-1910) e comprendente 9 volumi raggruppati in 3 libri. Questo manuale, come unica fonte di informazioni, è stato per lungo tempo un importante punto di riferimento per gli artigiani di strumenti, fino a che questi ultimi, in tempi più recenti, hanno notato la mancanza di misure esatte e dettagli accurati al suo interno. Si è così avviato un processo di approfondito studio collettivo tra gli artigiani, i quali si sono impegnati nel perfezionare le loro abilità esecutive personali e nel creare una rete di scambio di informazioni, che continua ancora oggi.
Tradizionalmente, in base alle indicazioni riportate nell'Akhak Gwebeom, il daegeum veniva costruito utilizzando del vecchio bambù giallo (l’invecchiamento del bambù è dato dal suo colore, che tende al giallo con il passare degli anni).
Ma studi successivi hanno determinato come il materiale migliore sia in realtà il bambù con doppia scanalatura, chiamato ssanggoljuk, il quale viene scanalato su entrambi i lati del suo stelo. Questo tipo di bambù è una mutazione genetica anormale, ed è quindi molto raro. È contraddistinto da una parete molto spessa e da una cavità stretta, di diametro regolare e uniforme: tali caratteristiche lo rendono adatto alla perforazione. Al contrario, altre tipologie di bambù presentano un diametro interno irregolare che non si presta alla produzione di suoni puliti. In altri termini, più il bambù è duro e uniforme, più il suono che produrrà sarà consistente, chiaro, e piacevole.
La ricerca di un bambù ssanggoljuk è ardua e richiede molto tempo agli artigiani. Una volta trovato, viene tagliato, rifilato e regolato nella sua forma. In particolare, dopo essere tagliato, il bambù viene riscaldato sopra un fuoco ed essiccato con cura, in un processo di maturazione. Tale processo viene effettuato all’aria aperta e ci vogliono circa tre anni per completarlo, durante i quali il bambù tende a deformarsi. Per evitare che ciò accada, gli artigiani lo rimodellano periodicamente per mantenere la forma originaria. Terminato il processo di maturazione, il bambù viene perforato e vengono creati il bocchino e i fori in base alle caratteristiche del bambù. Dopodiché, il bambù viene avvolto con fili di seta per prevenire la rottura della sua superficie.
Infine, viene posta sull’apertura del flauto una sottile membrana traslucida chiamata galdae cheong (갈대 청), la quale vibra quando lo strumento viene suonato, dando vita a un suono unico. La membrana viene ricavata da canne perenni che crescono nelle zone umide della Corea.
Dal momento che il processo di manifattura del daegeum è lungo e la ricerca e cura del bambù richiedono molta attenzione, annualmente un artigiano ne produce solamente 20 o 30 unità.

## Tecnica
Per suonare il daegeum sono necessarie delle dita affusolate e con un'apertura ampia, in grado di passare agilmente da un jigong all'altro. Inoltre, mentre si suona è fondamentale mantenere una postura corretta e posizionare orizzontalmente lo strumento, in modo tale che fuoriesca un suono pulito. Il daegeum ha un'estensione di due ottave e mezzo (Si3♭ - Fa6) entro cui si distinguono tre registri: uno grave con un timbro più caldo e morbido, detto jeochui (저취?); uno intermedio che ha un suono più nitido e chiaro, detto pyunghui (평취?); e infine uno acuto, chiamato yeokchwi (역취?).

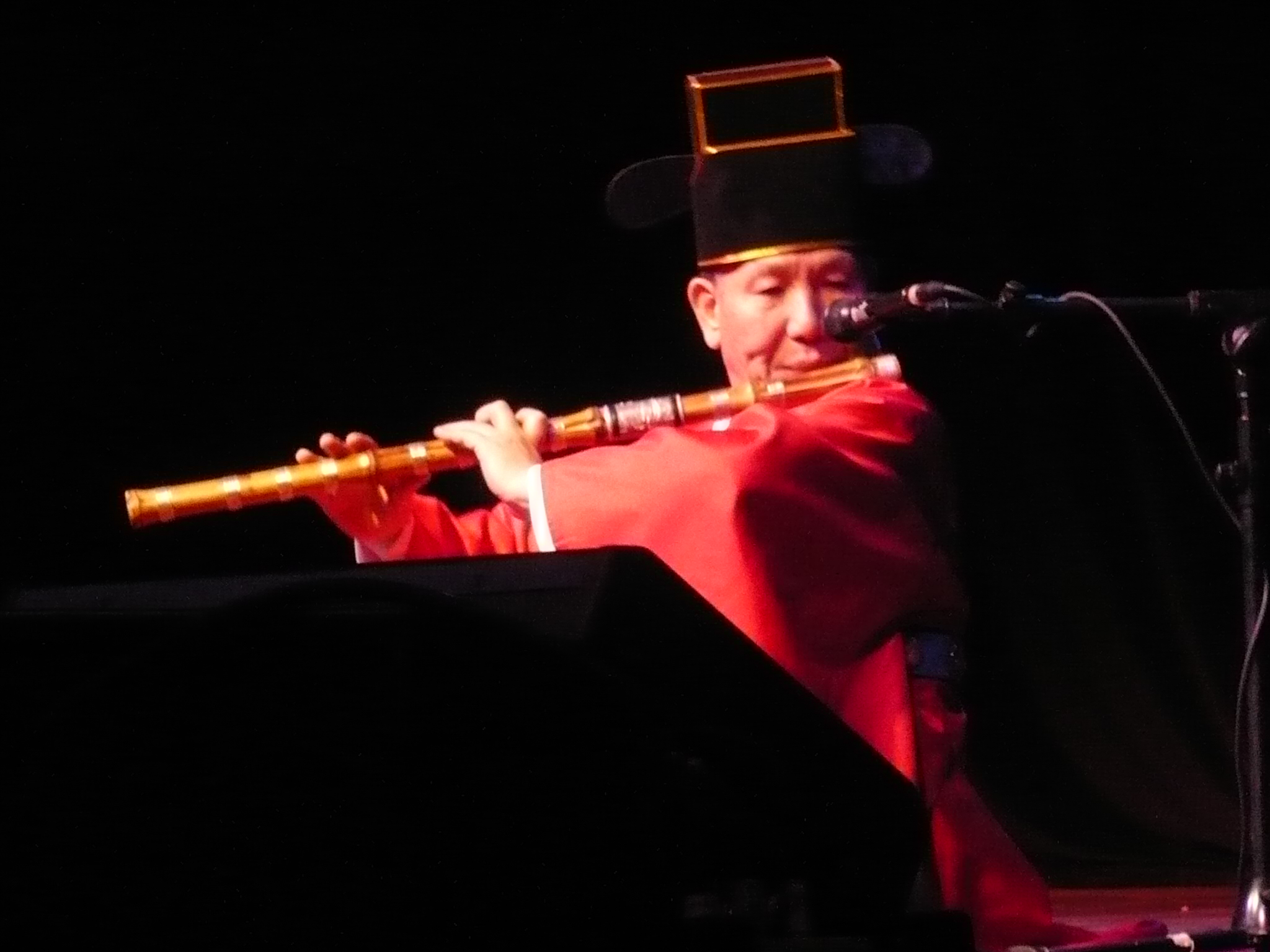
Suonatore di daegeum. Come si può notare un'estremità dello strumento poggia sulla spalla del musicista. Esso è inoltre tenuto il più orizzontalmente possibile.

L'intonazione dipende dal chwigu, la peculiare imboccatura del daegeum - le cui dimensioni possono variare a seconda delle preferenze dell'esecutore. Grazie all'imboccatura più grande rispetto ad altri strumenti a fiato, chi suona può variare l'intonazione a partire da un quarto di tono fino a una terza maggiore. Una caratteristica che distingue il daegeum da altri strumenti a fiato è che per essere suonato deve poggiare sulla spalla, al fine di esprimere al meglio il nongeumboeop (una maniera di manipolare i suoni ornamentali). Inoltre, il daegeum deve essere mantenuto il più orizzontale possibile, in modo tale che la parte finale dello stesso non salga o scenda.
Il modo di posizionare le dita sullo strumento varia a seconda della mano - nel caso della mano sinistra, l'indice e il medio si piegano per coprire i primi due fori con i polpastrelli, mentre l'anulare è disteso per coprire il terzo foro. Il pollice sostiene la parte inferiore dello strumento mantenendolo così in stabile equilibrio. La mano destra invece utilizza le falangi intermedie dell'indice e del medio per coprire il quarto e il quinto foro; il sesto foro è infine coperto dalla punta dell'anulare disteso. Dal momento che la distanza tra i fori è molto grande rispetto ad altri strumenti a fiato, colui che suona il daegeum utilizza le falangi intermedie della mano destra, non la punta, per coprirli.
Il fattore più importante nel determinare il timbro caratteristico del daegeum, e quindi la sua identità e riconoscibilità, è il riverbero della membrana cheong (청). Dopo aver attaccato la membrana sul foro cheonggong (청공?), il musicista dovrà fare un po' di pratica per riuscire ad ottenere un bel suono. Non ci sono delle vere e proprie "regole" che stabiliscono quando sia necessario impiegare questo singolare tipo di riverbero, perciò il musicista nel suonare deve fare affidamento sul proprio istinto e la propria sensibilità musicale. In altri termini, bisogna cercare di cogliere gli effetti di tale riverbero sui suoni successivi e determinare se rischia di "sporcarli" o di creare al contrario un'armonia piacevole all'orecchio (come accade con il pedale, nel pianoforte).
Come accade per altri strumenti musicali, anche con il daegeum è possibile produrre il vibrato, noto in coreano con il nome nongeum (농음). Il suonatore di daegeum muoverà il braccio sinistro per spostare l'imboccatura chwigu dello strumento (che con lo spostamento diventa più ampia o più stretta) determinando in questo modo una variazione del suono in cui l'intonazione si alzerà o abbasserà leggermente. A seconda della velocità di tale azione, il nongeum può essere più veloce o più lento.
Come in altri strumenti della musica tradizionale coreana, anche nel daegeum si può fare uso della diteggiatura a mezzo foro (bangyubeop), in cui il foro è chiuso solo per metà. Infine, c'è una grossa differenza timbrica tra suoni bassi e acuti, pertanto quando si suona in ensemble è necessario considerare l'equilibrio complessivo degli strumenti.

## Repertorio
Secondo il Samguk Sagi, in origine esistevano 324 brani scritti per il daegeum, ma nessuno di loro è sopravvissuto fino ad oggi. Anche se non sono mai stati ascoltati dalla popolazione coreana odierna, la letteratura ci suggerisce che probabilmente erano accompagnati da danze e canti, o suonati per strumento solo.
Nella storia musicale coreana, il primo maestro di daegeum è stato Park Yeon (1378-1458), teorico musicale ed esecutore durante regno di re Sejong.  Oltre al daegeum, accompagnava i suoi brani con altri strumenti come il gayageum e il geomungo. Durante il regno di Joseon, vi era inoltre un'istituzione chiamata jangakwon che eseguiva musica di corte per la dinastia e che ha prodotto maestri del daegeum come Ham Yunok, An Hwangseon, Kang Youngjun, Ham Jehong, Choi Hakbong, e Jung Yakdae.  Choi Hakbong (1856-1927) è anche stato il maestro di Kim Kyeseon (1891-1943), il primo esecutore nella storia di brani per daegeum solo. Prima di lui, il daegeum veniva suonato solo in ensemble. Egli ha infine registrato diversi pezzi musicali con il daegeum ed arrangiato il noto brano Chungseong-kok.